# Castillo de Arcos de la Frontera
El castillo de Arcos de la Frontera, también denominado castillo de los duques de Arcos y antiguo alcázar, es una fortificación situada en la plaza del Cabildo, en la parte más alta del casco urbano de la localidad gaditana de Arcos de la Frontera, España. Fue declarado Bien de Interés Cultural (BIC) en 1985 con la tipología de monumento.

## Situación
El castillo se levante en la parte más alta del promontorio rocoso cortado de forma abrupta sobre el cual se asienta la población de Arcos de la Frontera, conocido como “la peña”. Se encuentra en la denominada plaza del Cabildo, donde también se localizan la iglesia de Santa María de la Asunción, el actual parador de Turismo y el balcón de la peña nueva.

## Descripción

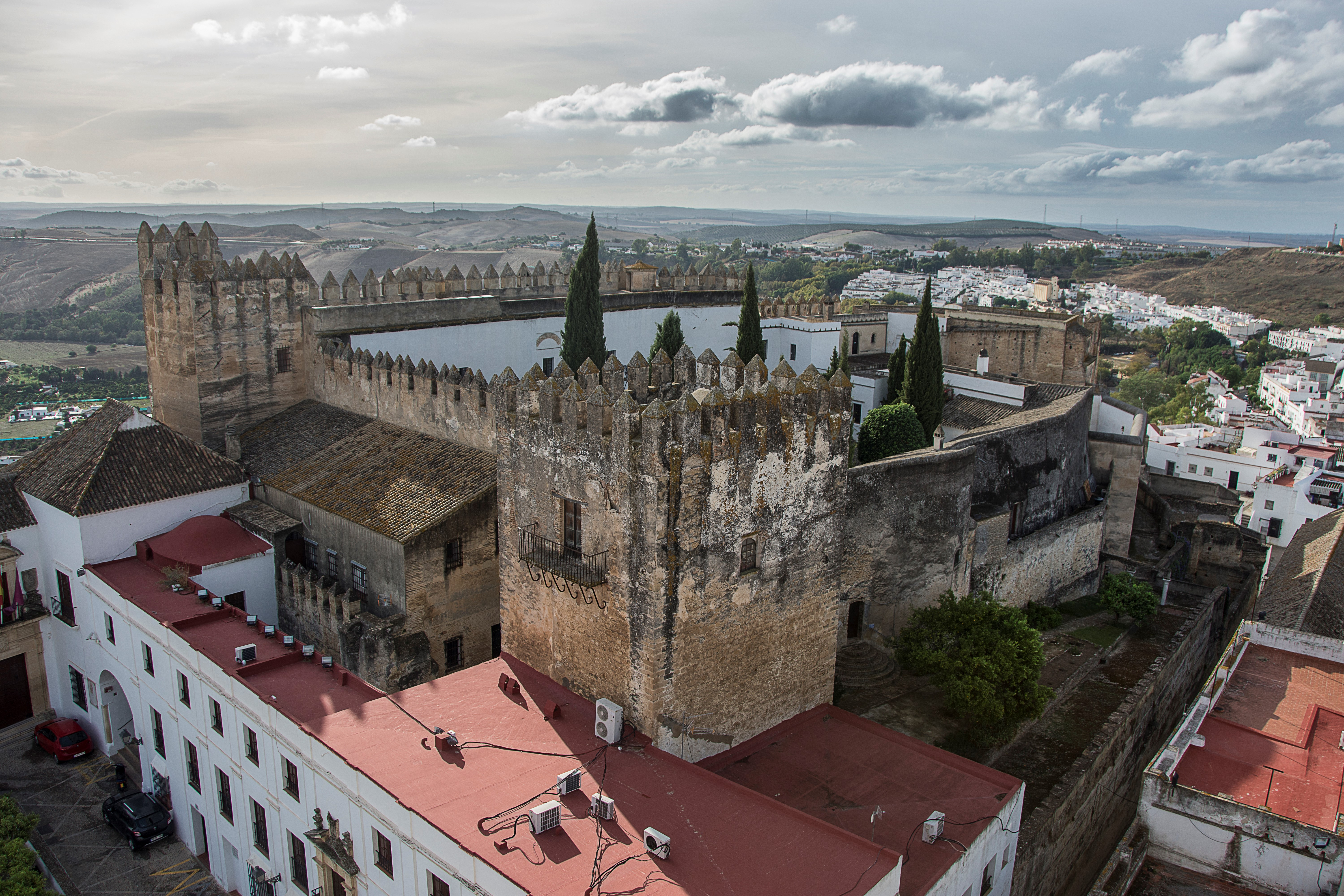
Vista del castillo.

El castillo fue el antiguo alcázar andalusí, construido en el siglo XI. Actualmente está completamente transformado. 
Tiene planta cuadrangular, está compuesto de cuatro torres almenadas en sus esquinas. 
El actual castillo responde a las reformas efectuadas en los siglos XIV y XV. De la fortaleza primigenia se conserva un gran arco de herradura en la vieja entrada del poniente y un lienzo en el suroeste. La torre del Secreto, el adarve de levante, las torres de Flanqueo del sur, el gran aljibe del patio de armas y los merlones de cobertura piramidal datan de los siglos XIV y XV. 
Tiene su acceso, actualmente, por debajo del arco donde estuviera el oratorio del Ayuntamiento. En la portada, coronándola, el escudo de los duques de Arcos. Es propiedad de Santiago de Mora-Figueroa y Williams, IX Marqués de Tamarón .